# Monument Bernard de Clairvaux de Dijon
Pour les articles homonymes, voir Saint-Bernard.
Le monument Bernard de Clairvaux de Dijon est un mémorial de 1847, du sculpteur dijonnais François Jouffroy, à la mémoire de l'homme d'Église, homme d'État, prédicateur, orateur dijonnais saint Bernard de Clairvaux (v. 1090-1153), place Saint-Bernard, à Dijon, en Côte-d'Or en Bourgogne-Franche-Comté.

## Historique
La place Saint-Bernard est édifiée entre 1836 et 1944 aux portes du centre historique de Dijon, entre la place Darcy et la place de la République, dans le projet de quartier Saint-Bernard, du promoteur immobilier Adrien Léon Lacordaire (frère du prédicateur réformateur catholique et homme politique dijonnais Henri Lacordaire).

Place Saint-Bernard
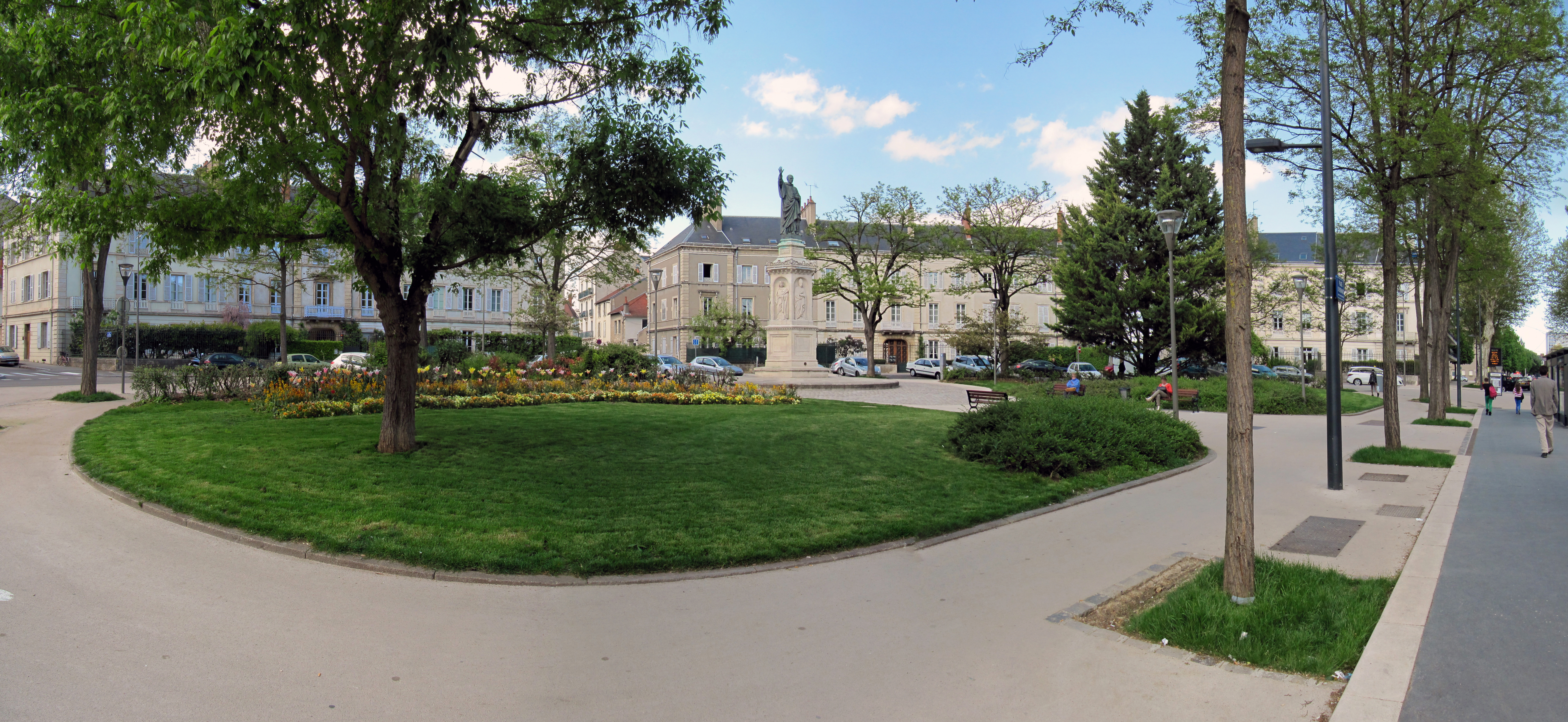
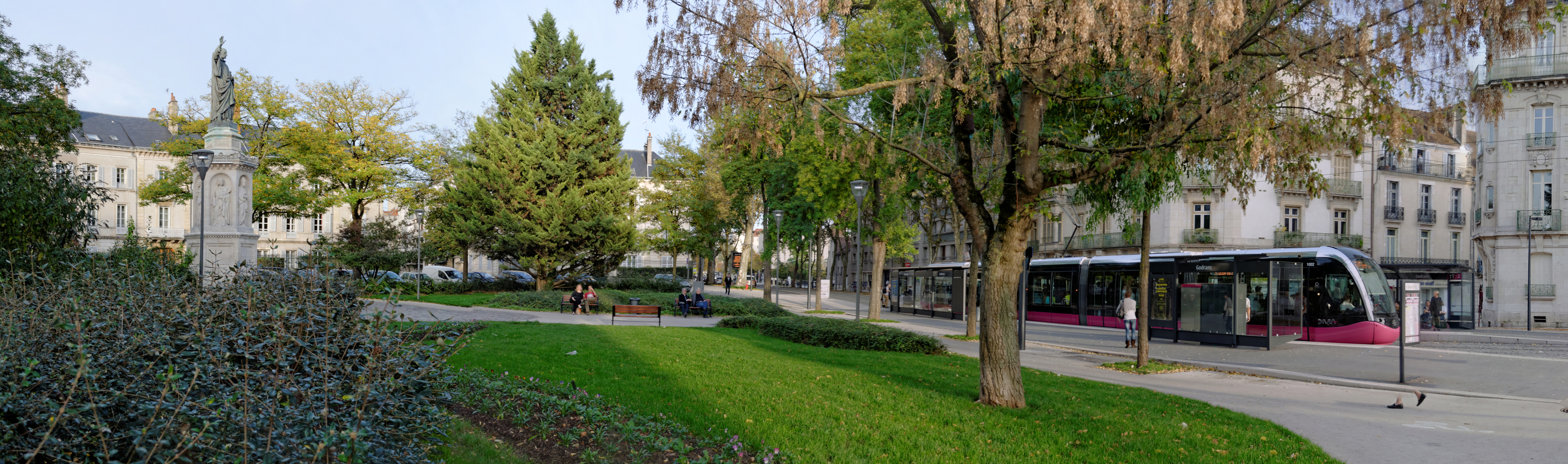

Le monument est dessiné par Adrien-Léon Lacordaire lui-même, la statue de Bernard de Clervaux est sculptée par le Dijonnais François Jouffroy, et les ornements par Forey. Il est inauguré sur un espace à l'origine privé, le 7 novembre 1847, sous la présidence de l’évêque de Dijon, en présence de Charles de Montalembert (ami proche réformateur catholique des Lacordaire), devant cinq mille fidèles.

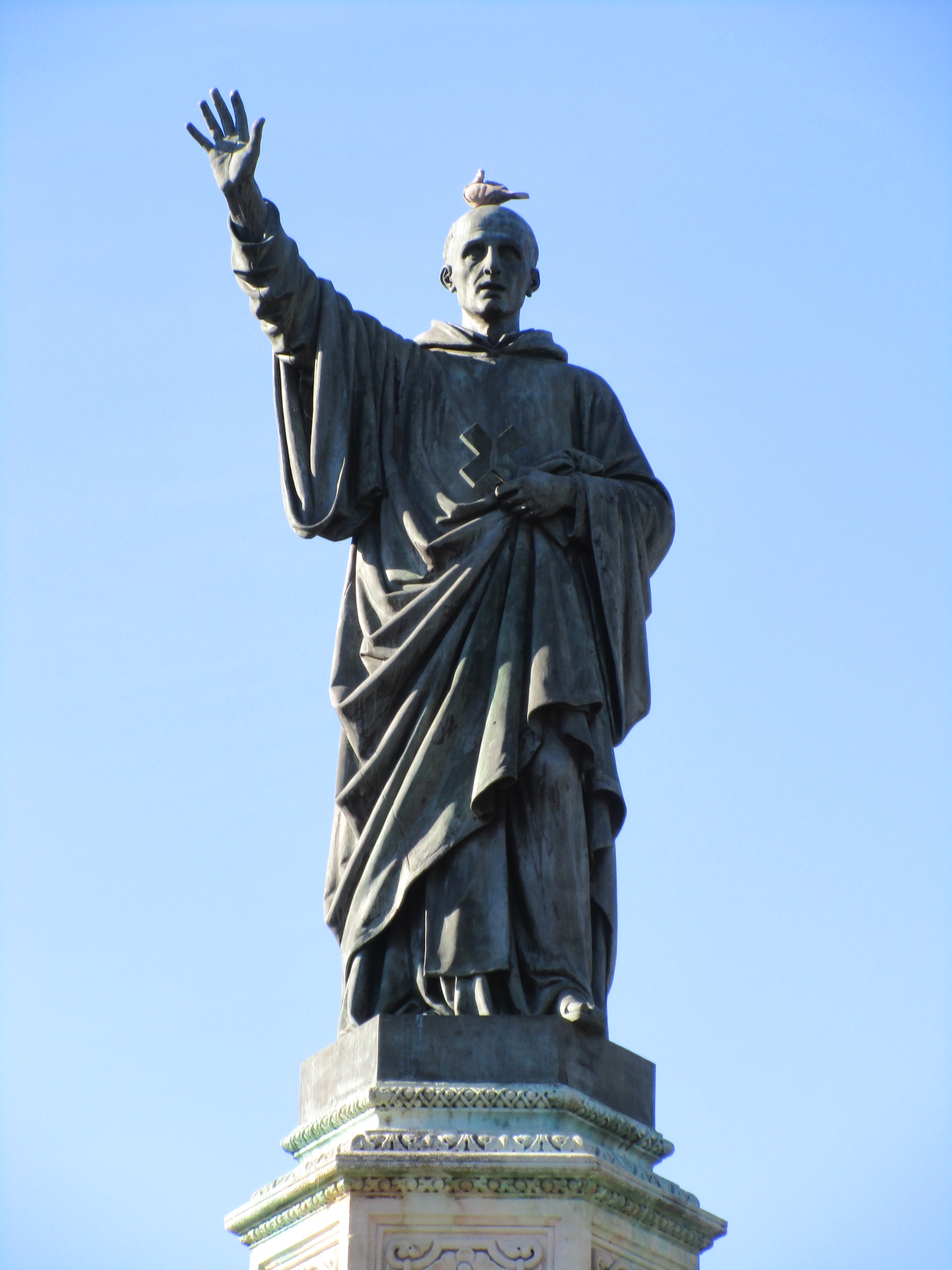
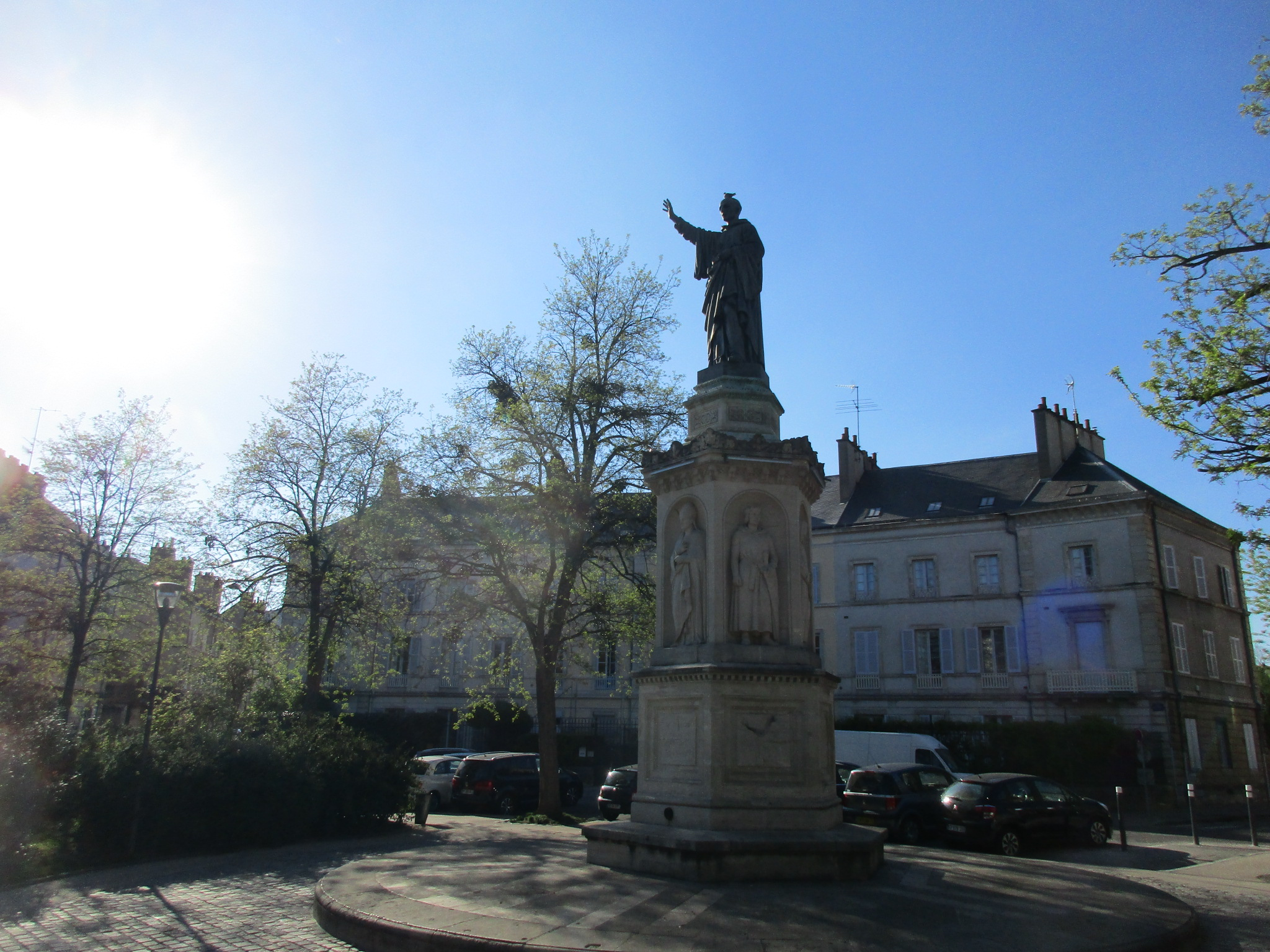
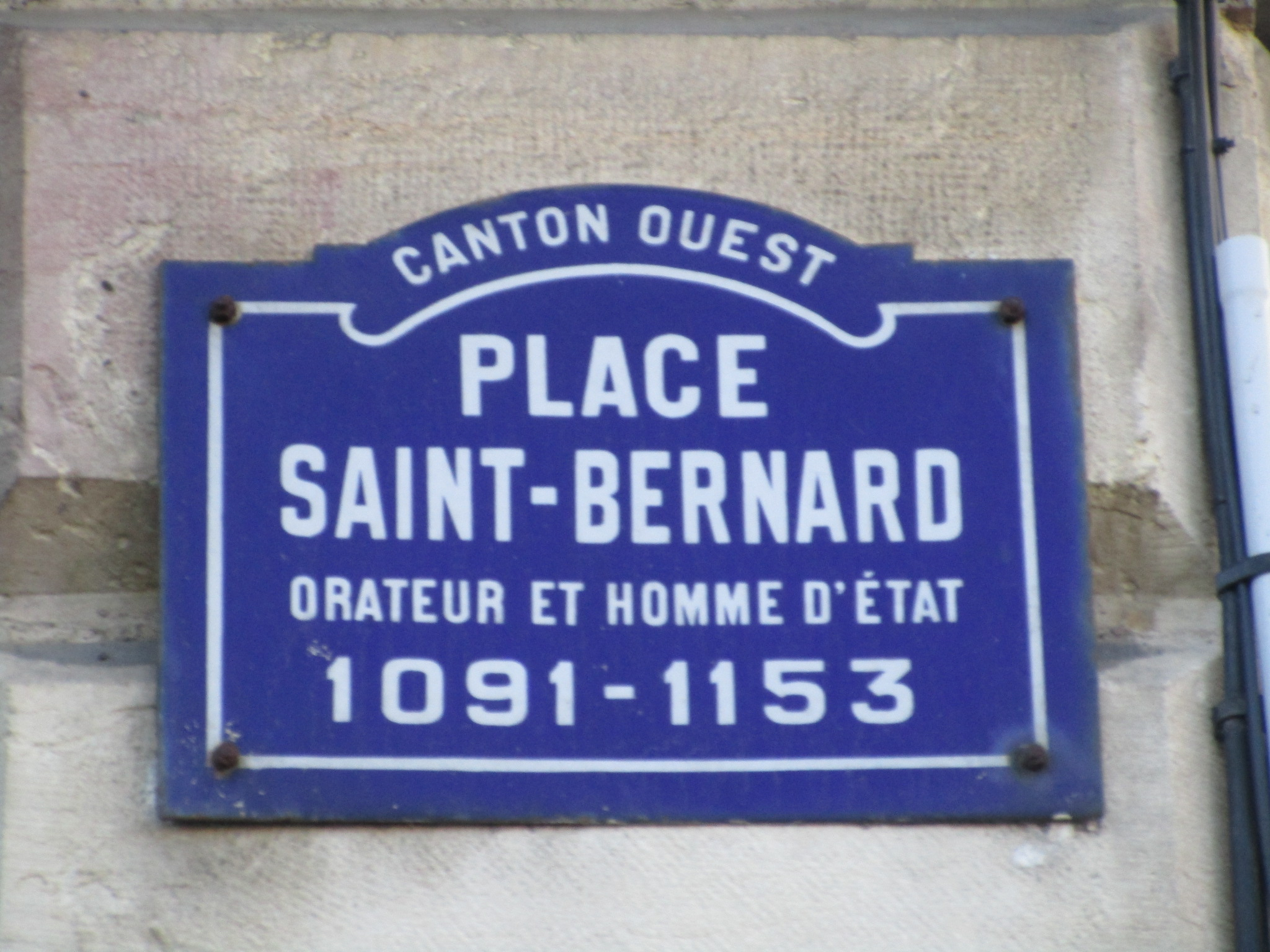
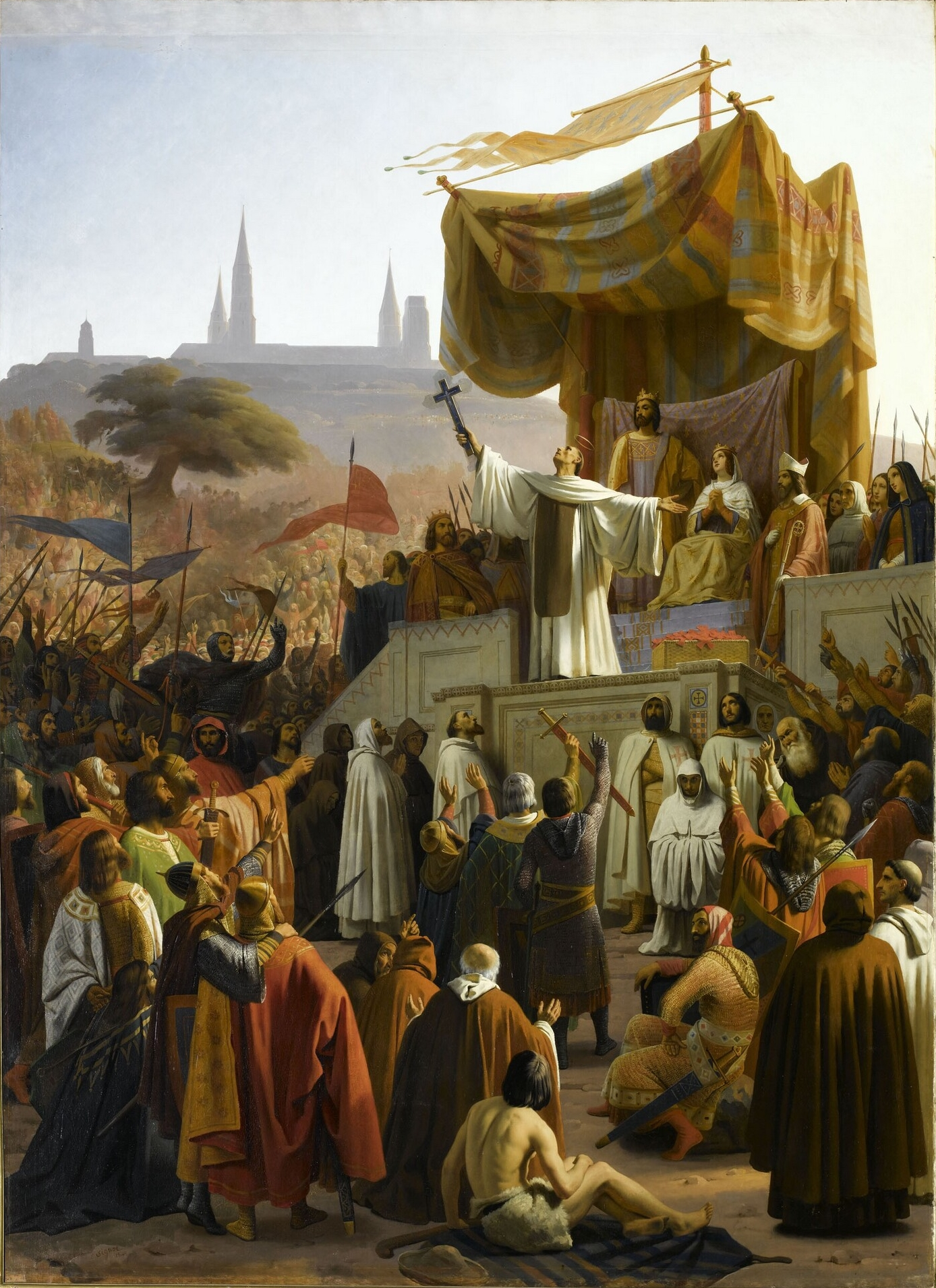

Lors de la Révolution française de 1848, la statue est déposée par la municipalité à la cathédrale Saint-Bénigne de Dijon, puis réinstallée à son emplacement d'origine en 1852, à la demande de l’évêque de Dijon, avec l'approbation du conseil municipal de l'époque.

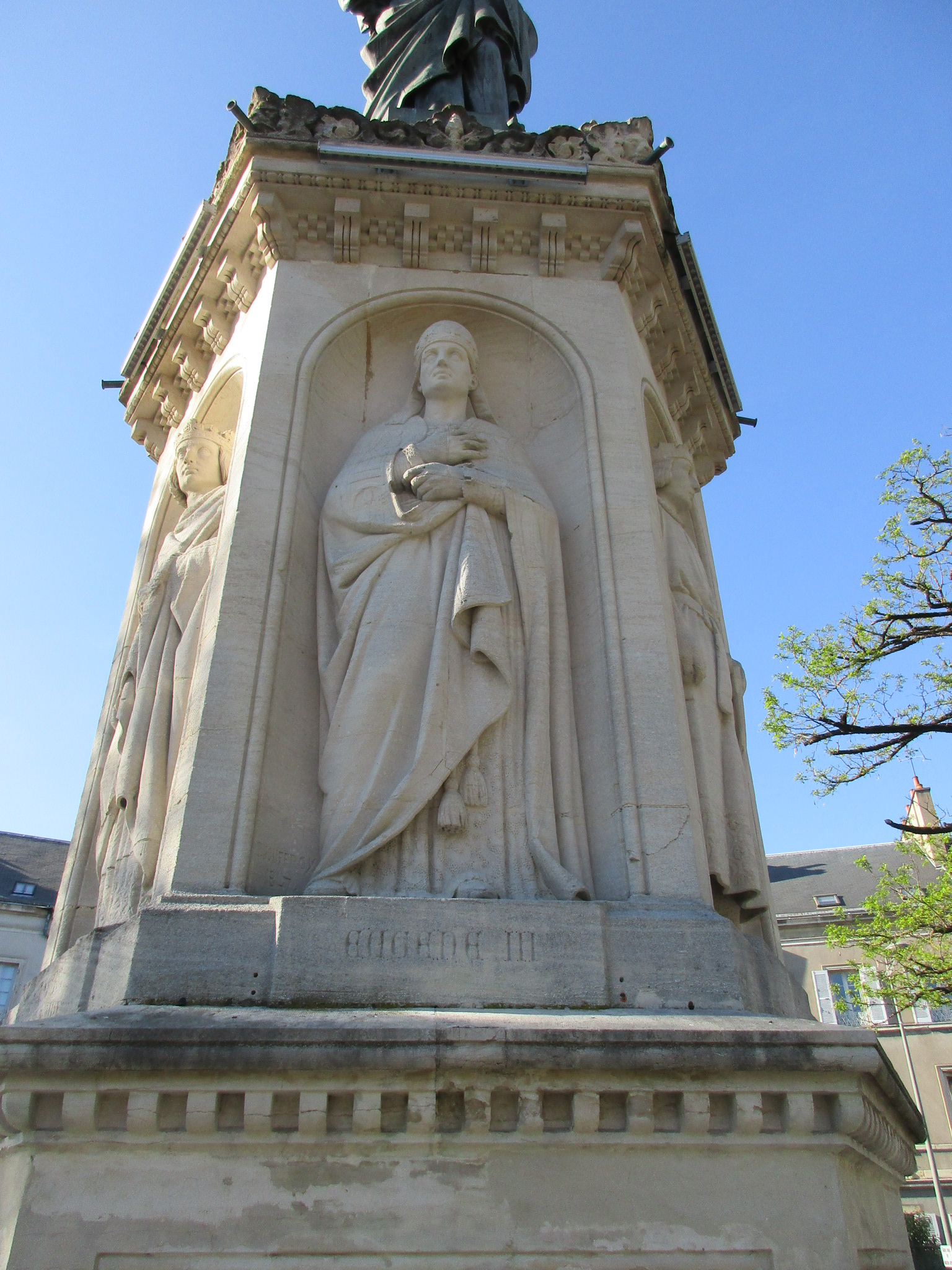
Eugène III
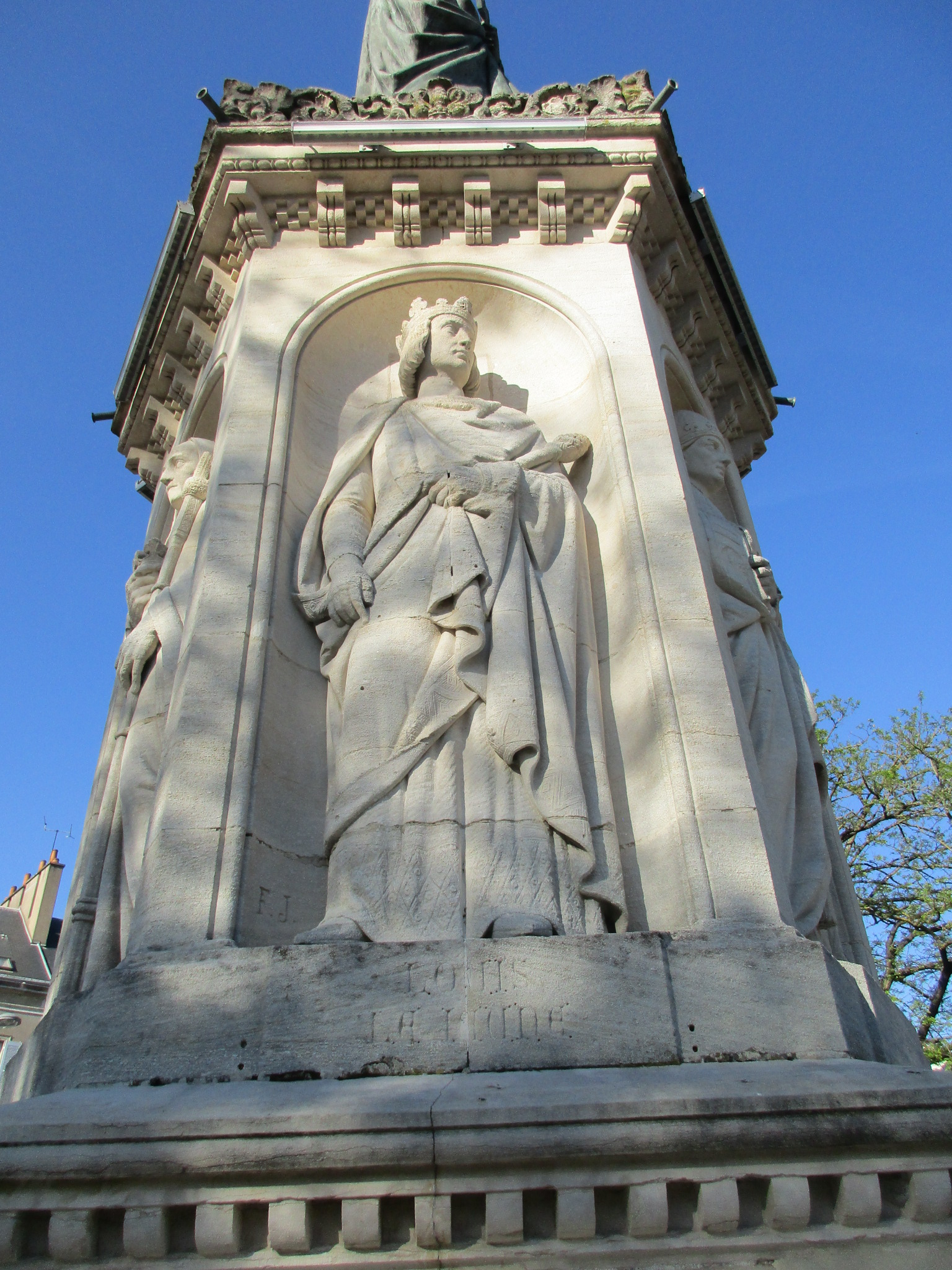
Louis VII le Jeune
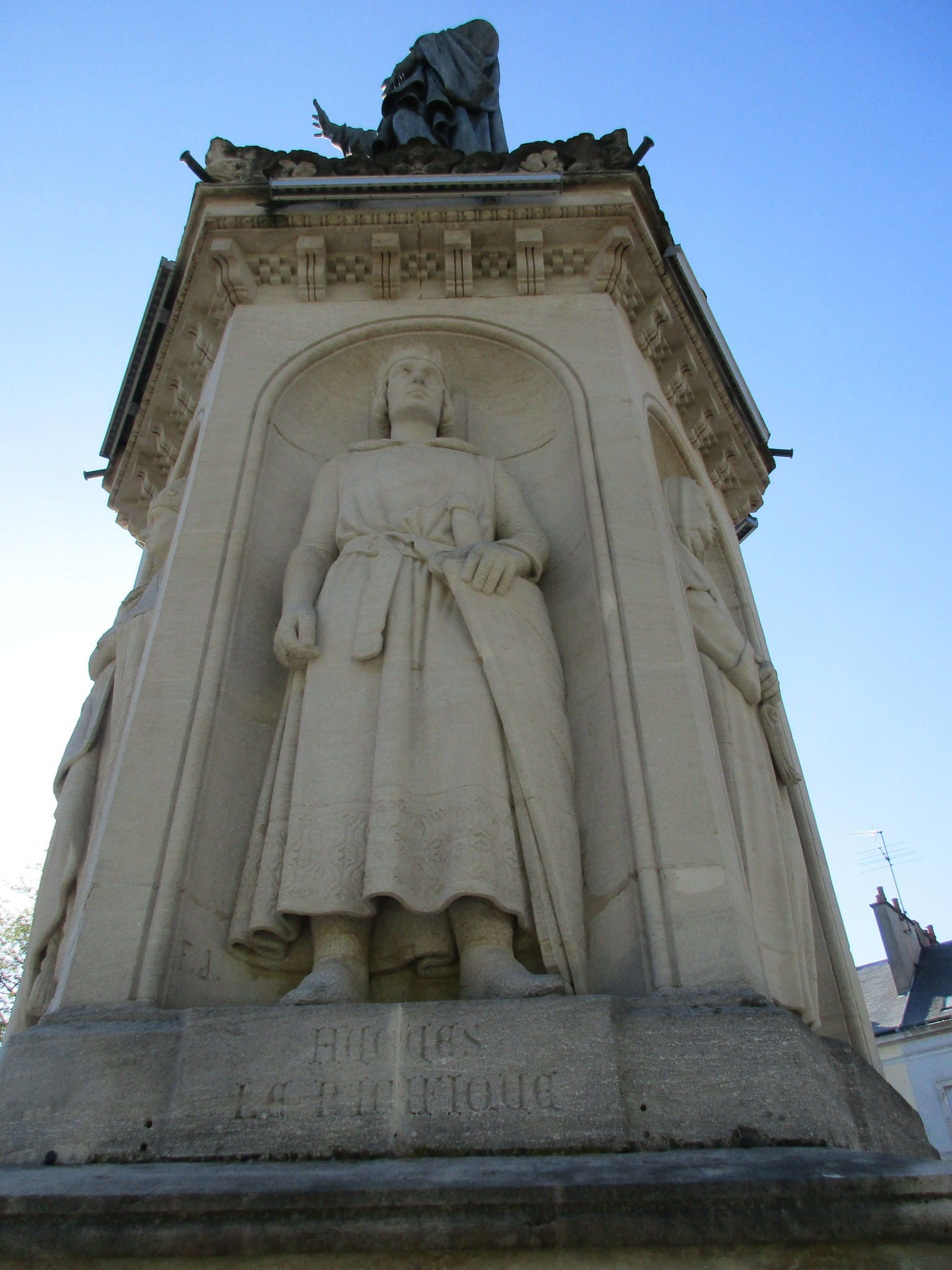
Hugues II de Bourgogne
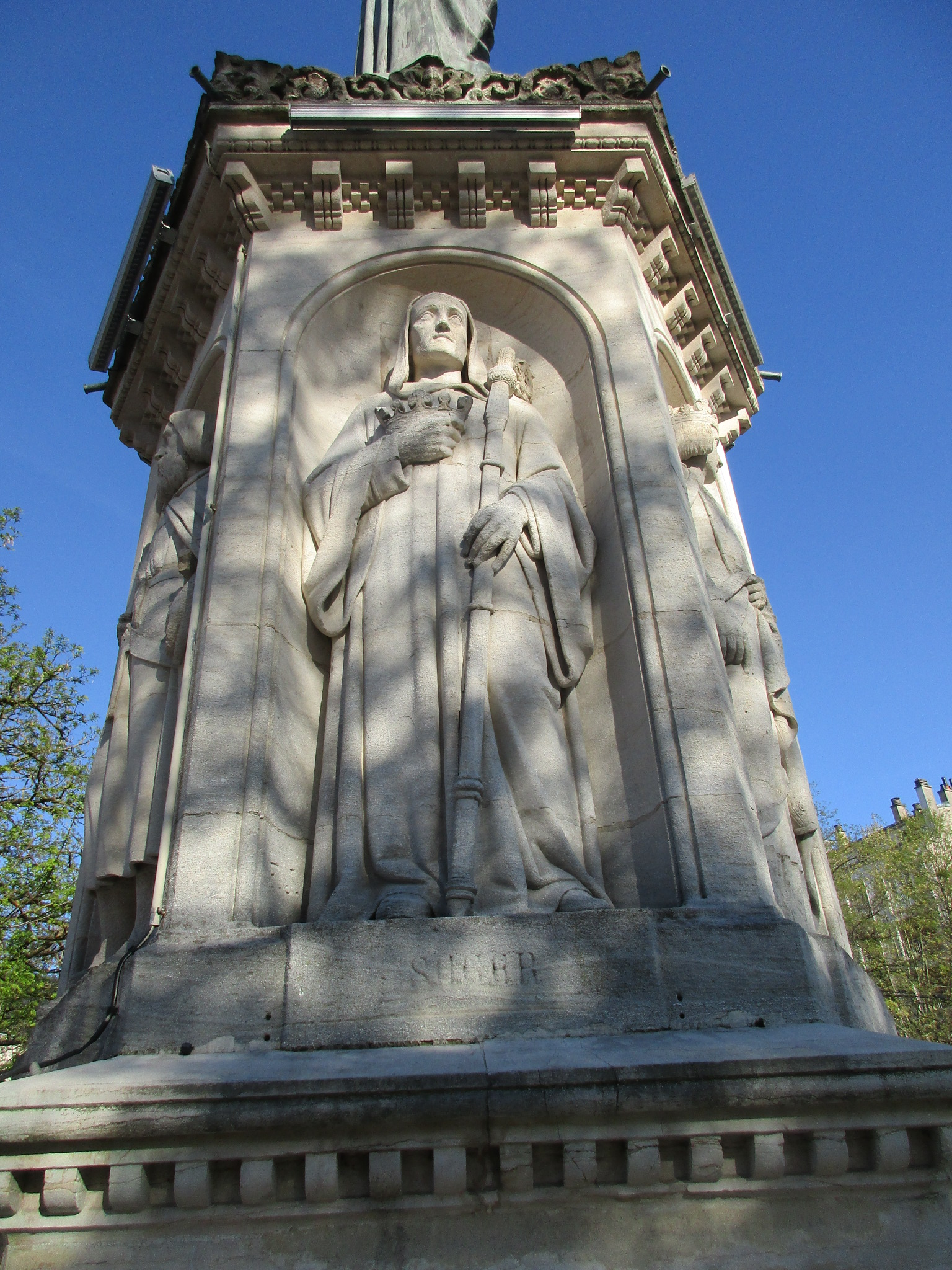
Suger de Saint-Denis
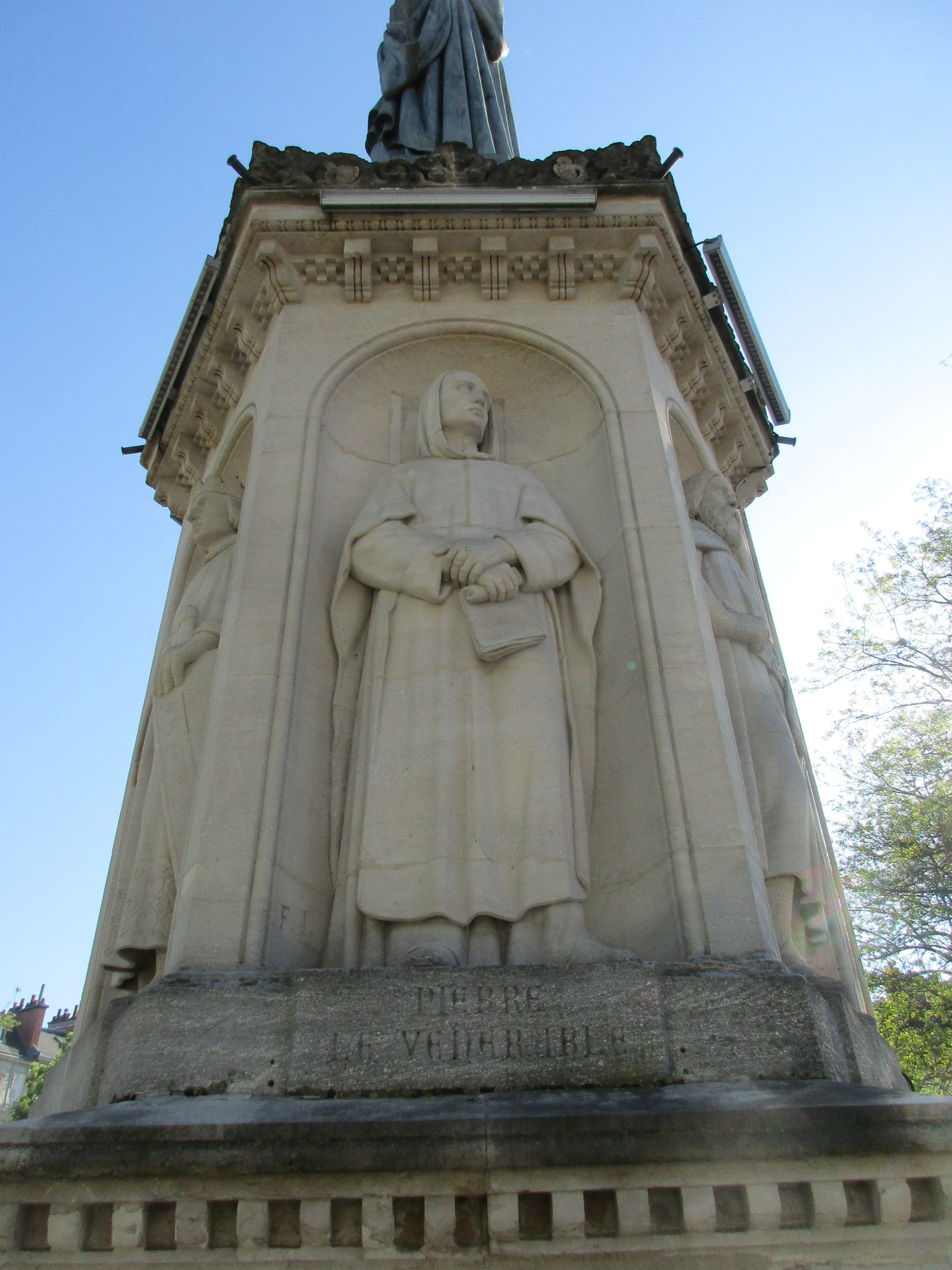
Pierre le Vénérable
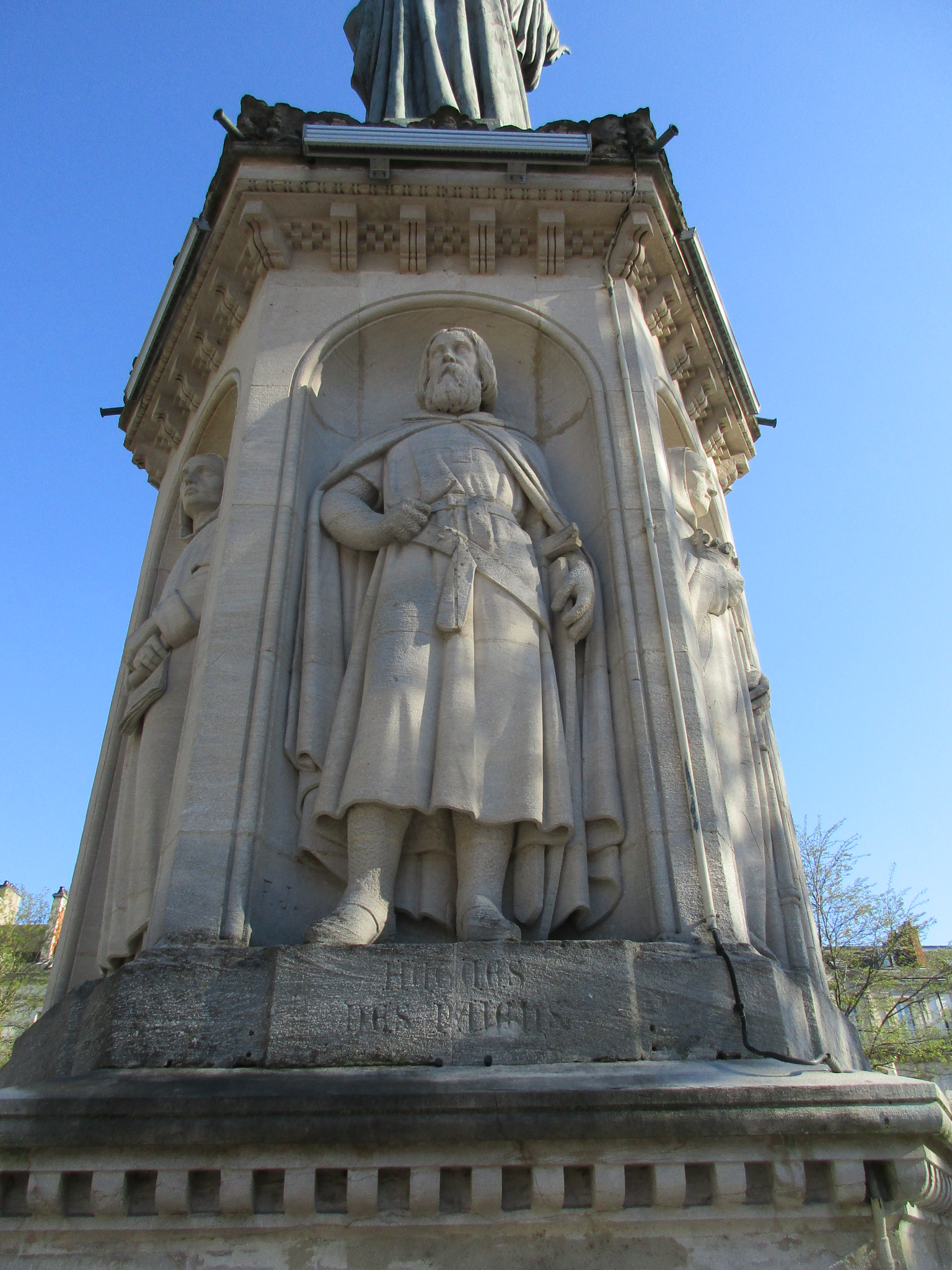
Hugues de Payns

## Bernard de Clairvaux
Bernard de Clairvaux naît vers 1090 au château de Fontaine-lès-Dijon (aux portes de Dijon), et disparaît en 1153 dans son abbaye de Clairvaux de 1115.
Homme d'Église, homme d'État, prédicateur, orateur, directeur de conscience, légat apostolique, conseiller très influent des papes et des dirigeants de l'Occident chrétien de son temps, il fait partie, avec entre autres André de Montbard (son oncle), Hugues de Payns, et Godefroy de Saint-Omer, des fondateurs de l'ordre du Temple du Royaume de Jérusalem (officialisé le 23 janvier 1120 par le concile de Naplouse, puis le 13 janvier 1129 par le concile de Troyes, date à partir de laquelle il est chargé par les États pontificaux, de rédiger la règle et statuts de l'ordre du Temple).
Il développe considérablement l'Ordre cistercien de l'abbé Robert de Molesme, approuvé par le pape bourguignon Calixte II (Carta Caritatis, Charte de charité et d’unanimité), dont l'Abbaye de Cîteaux est mère fondatrice jusqu'à ce jour, de plus de deux mille monastères, en France, et dans tout l'occident chrétien. Cet ordre spirituel majeur, dépendant directement des États pontificaux par droit pontifical, influence profondément durant plus de sept siècles la vie spirituelle, économique et sociale du Moyen Âge (modèle économique de l’Occident chrétien), pour répandre et faire appliquer la Réforme grégorienne, depuis la Renaissance du XIIe siècle, avec un retour au respect plus rigoureux de la règle de saint Benoît monastique originelle, que celle appliquée par le puissant ordre de Cluny de l'abbaye de Cluny.
Il devient saint Bernard de Clairvaux par canonisation dès 1174, et est déclaré docteur de l'Église en 1830, par la pape Pie VIII.

## Description
La statue de Bernard de Clairvaux le représente lors de son célèbre prêche du 31 mars 1146, pour la deuxième croisade, lors de l'assemblée de la basilique Sainte-Marie-Madeleine de Vézelay, en Bourgogne, sur la route de Paris. Sa main gauche serre une croix chrétienne sur sa poitrine. Autour du piédestal sont représentées six des personnalités importantes de son temps, qu'il a influencées :
- le pape Eugène III ;
- le roi de France Louis VII le Jeune ;
- le duc Hugues II de Bourgogne ;
- Suger de Saint-Denis (abbé de l'abbaye Saint Denis) ;
- Pierre le Vénérable (abbé de l'abbaye de Cluny) ;
- Hugues de Payns (premier maître fondateur de l'ordre du Temple).

### Inscriptions
- base : Fs Jouffroy 1877
- avant du piédestal : A / SAINT BERNARD / NE A FONTAINE-LES-DIJON / EN MXCI
- à l’arrière : ERIGE PAR SOUSCRIPTION / VII NOV. MDCCCXLVII